# عبد الهادي كامل
عبد الهادي كامل (1908-1996) هو شاعر فلسطيني ولد في في قرية سبسطية، إحدى قرى مدينة نابلس في فلسطين. درس الإبتدائية فيها، ثم انتقل إلى مدينة نابلس حيث تابع في المدرسة الصلاحية دراسته إلى أن أنهى المرحلة الثانوية، لكن بعض الظروف الطارئة حالت بينه وبين إكمال تحصيله الجامعي والعالي.

## رحلته مع الحياة
التحق عبد الهادي بسلك البوليس الفلسطيني حيث عمل في حقل اللاسلكي، فتابع من خلال عمله دراسته الأكاديمية في هندسة اللاسلكي واستمر يتدرج حتى ارتقى إلى رتبة مفتش لغاية سنة 1948 سنة انتهاء الانتداب البريطاني على فلسطين. وخلال عمله في سلك البوليس الفلسطيني لم ينقطع عن متابعة تحصيله العلمي ودراسته الخاصة بدراسة اللغتين العربية والإنجليزية وبرع فيهما وأتقن اللغة العبرية التي تعلمها في مدرسة ليلية، ثم عكف على تعلم اللغة الألمانية فأتقنها.
بعد انتهاء عمله في سلك البوليس الفلسطيني عمت فلسطين الاضطرابات فاضطر مثله مثل أبناء جيله إلى الرحيل عن فلسطين، فتوجه بعائلته إلى دمشق، حيث عمل أولاً في هيئة الصليب الأحمر، ثم التحق بعد ذلك للعمل في الأونروا (وكالة إغاثة وتشغيل اللاجئين) بوظيفة مفتش، ثم أصبح مديراً لمنطقة دمشق كلها واستمر حتى أحيل عن التقاعد عام 1972. ومن دمشق انتقل للاستقرار في عمان في المملكة الأردنية الهاشمية، وظل ملتزماً بيته فيها حتى توفاه الله في 28 نوفمبر 1996.
كان صديقاً لمعظم الشعراء الفلسطينيين أمثال إبراهيم طوقان، عبد الرحيم محمود، علي السرطاوي، عبد الكريم الكرمي (أبو سلمى)، محمد العدناني، وبرهان الدين العبوشي، ولعدد غير قليل من رجال الفكر والعلم والأدب على ساحة العلم العربي كله.

## رحلته مع الشعر
ليس بعيداً عن الصواب أن نقول إن رحلة عبد الهادي كامل مع الشعر بدأت عندما كان صبياً صغيراً تلتهم عيناه ما تريانه من الجمال في بيئته القروية، وتحفظ ذاكرته كل ما كان يسمعه، وتعي نفسه كل مناحي الطبيعة حوله. فقد مر طفلاً بتجربة فقدان والدته التي حُرم حنانها ودفء صدرها وعطفها بوفاتها ورحيلها عن عالمه. لكن القدر الذي أخذ من عالمه ما يحتاج إليه كل طفل من رعاية وعطف عوضه عن ذلك بجدته لأبيه التي تعهدته ورعته. فكانت تغني له الأشعار والقصائد والأغاني الشعبية، الدافئة المعنى، الرائة النغمة، الرقيقة الكلمة، ما يهدئ نفسه ويستدعيها إلى أن ينتقل إل السكون والنوم. كان النغم الهادئ الحنون، والصوت الرقيق العطوف، والكلمة الناعمة الجميلة، كلها عوامل هيأت وجدانه، وأعماق مشاعره للارتباط بعالم جمال الشعر الذي كان ينقله إلى أجوائه تعهُدُ جدته له بالعطف والحنان.

## الجوائز
نال عبد الهادي العديد من الجوائز منها:
- الجائزة الأولى في مسابقة شعرية من قبل هيئة الإذاعة البريطانية في لندن، حيث تقدم بقصيدة عنوانها «الوحدة العربية» عام 1942.
- الجائزة الأولى في مسابقة شعرية في سوريا بقصيدته «الأم».
- الجائزة الثانية في مسابقة نظمتها الإذاعة الفلسطينية عن قصيدته «صلاح الدين الأيوبي».

وامتدت آفاق شعره إلى مجالات الشعر الإنجليزي حيث ترجم إلى الشعر العربي بعض القصائد، كما كتب مسرحية تم تمثيلها في بعض المدارس، إضافة إلى العديد من وزارات التربية والتعليم العربية أدخلت في مناهجها لمختلف المراحل العديد من قصائده.

## بعض المراجع التي كتبت عن الشاعر
1. كتاب «من أعلام الفكر والأدب في فلسطين» صدر في عمان 1979.
2. كتاب«أعلام من أرض السلام» صدر في حيفا للأستاذ عرفان أبي أحمد.
3. كتاب عن الشاعر عبد الرحيم محمود للدكتور نافع عبد الله، جامعة بيرزيت.
4. كتاب «شعراء حيفا» للمرحوم الدكتور قسطندي الخوري، حيفا.
5. كتاب «شعراء نابلس» للمرحوم إحسان النمر ضمن كتابه عن تاريخ جبل نابلس.
6. صحيفة «الرأي العام» الكويتية العدد/ 6941 تاريخ 15/3/1983م.